# Carlos Miguel dos Santos Pereira
Carlos Miguel dos Santos Pereira (Rio das Ostras, 9 ottobre 1998) è un calciatore brasiliano, portiere del Palmeiras.

## Biografia
È figlio di José Cláudio Zaquieu Pereira, ex calciatore del Botafogo negli anni '70 assassinato a Macaé quando Carlos Miguel aveva solo sette anni.

## Carriera
Carlos Miguel ha iniziato la sua carriera nel settore giovanile del Flamengo per poi passare all'Internacional nel 2016. Il 9 dicembre 2019 è stato prestato al Santa Cruz per tutto il 2020, ma non ha giocato alcun incontro e l'8 ottobre ha fatto ritorno al club biancorosso. Il 20 gennaio 2021 è passato in prestito al Boa Esporte per disputare il Campionato Mineiro. Ha debuttato il 12 marzo nella vittoria per 2-1 contro il Coimbra.
L'11 agosto 2021 è rimasto svincolato ed 27 dello stesso mese ha siglato un contratto con il Corinthians fino a dicembre 2023. Inizialmente terza scelta dietro a Cássio e Matheus Donelli, il 24 luglio 2022 ha debuttato in Série A nell'incontro vinto 2-1 contro l'Atlético Mineiro. Il 26 gennaio 2023 ha rinnovato il proprio contratto fino al 2025 ed il 25 maggio ha esordito in Coppa Libertadores contro l'Argentinos Juniors.

## Statistiche

### Presenze e reti nei club
Statistiche aggiornate al 19 agosto 2025.
| Stagione           | Squadra            | Campionato         | Campionato | Campionato | Coppe nazionali | Coppe nazionali | Coppe nazionali | Coppe continentali | Coppe continentali | Coppe continentali | Altre coppe | Altre coppe | Altre coppe | Totale | Totale | Totale |
| Stagione           | Squadra            | Comp               | Pres       | Reti       | Comp            | Pres            | Reti            | Comp               | Pres               | Reti               | Comp        | Pres        | Reti        | Pres   | Reti   |        |
| ------------------ | ------------------ | ------------------ | ---------- | ---------- | --------------- | --------------- | --------------- | ------------------ | ------------------ | ------------------ | ----------- | ----------- | ----------- | ------ | ------ | ------ |
| 2020               | Santa Cruz         | A1/PE+C            | 0          | 0          |                 | -               | -               |                    | -                  | -                  |             | -           | -           | 0      | 0      |        |
| 2021               | Boa Esporte        | M1/MG              | 8          | -12        |                 | -               | -               |                    | -                  | -                  |             | -           | -           | 8      | -12    |        |
| 2022               | Corinthians        | A1/SP+A            | 0+2        | -2         | CB              | 0               | 0               | CL                 | 0                  | 0                  |             | -           | -           | 2      | -2     |        |
| 2023               | Corinthians        | A1/SP+A            | 2+0        | -1+0       | CB              | 0               | 0               | CL+CS              | 2+3                | 0+-1               |             | -           | -           | 7      | -2     |        |
| gen-lug 2024       | Corinthians        | A1/SP+A            | 2+6        | -1+-7      | CB              | 3               | -2              | CS                 | 3                  | 0                  |             | -           | -           | 14     | -10    |        |
| Totale Corinthians | Totale Corinthians | Totale Corinthians | 12         | -11        |                 | 3               | -2              |                    | 8                  | -1                 |             | -           | -           | 23     | -14    |        |
| 2024-2025          | Nottingham Forest  | PL                 | 0          | 0          | EFLC            | 1               | -1              |                    | -                  | -                  |             | -           | -           | 1      | -1     |        |
| ago.-dic. 2025     | Palmeiras          | A1/SP+A            | -          | -          | CB              | -               | -               | CL                 | -                  | -                  | Cmc         | -           | -           | -      | -      |        |
| Totale carriera    | Totale carriera    | Totale carriera    | 20         | -23        |                 | 4               | -3              |                    | 8                  | -1                 |             | -           | -           | 24     | -15    |        |